# Vjekoslav Škrinjar
Vjekoslav Škrinjar (Slavonski Brod, 2 giugno 1969) è un ex calciatore croato, di ruolo centrocampista.

## Palmarès

### Competizioni nazionali
- Campionato croato: 1

Dinamo Zagabria: 1992-1993
- Coppa di Croazia: 1

Dinamo Zagabria: 1993-1994